# Dominique Fred
Dominique Fred (21 de octubre de 1992) es un futbolista vanuatuense que juega como mediocampista en el Ifira Black Bird FC.

## Carrera
Comenzó su carrera deportiva en el Shepherds United. Luego de su actuación en la Copa de las Naciones de la OFC 2012, el Amicale lo contrató. Con el elenco de Port Vila ganó la Primera División ese año y en 2013 y participó en dos ocasiones de la Liga de Campeones de la OFC.

## Selección nacional
En representación de Vanuatu disputó el Campeonato Sub-20 de la OFC 2011 y el Torneo Preolímpico 2012. Con la selección mayor jugó dos encuentros en la Copa de las Naciones de la OFC 2012 disputada en las Islas Salomón en la que el seleccionado vanuatuense fue eliminado en fase de grupos.

### Goles internacionales
| # | Fecha              | Estadio                                                    | Oponente | Gol | Resultado | Competición                                          |
| - | ------------------ | ---------------------------------------------------------- | -------- | --- | --------- | ---------------------------------------------------- |
| 1 | 4 de junio de 2016 | Estadio Sir John Guise, Puerto Moresby, Papúa Nueva Guinea | Fiyi     | 0-1 | 2-3       | Clasificación para la Copa Mundial de Fútbol de 2018 |

## Clubes
| Club                | País    | Año         |
| ------------------- | ------- | ----------- |
| Shepherds United    | Vanuatu | 2011 - 2012 |
| Amicale FC          | Vanuatu | 2012 - 2016 |
| Ifira Black Bird FC | Vanuatu | 2016 -      |